# 林鵬飛 (雍正進士)
林鵬飛（？—？），廣東潮陽縣人，清朝政治人物。

## 生平
林鵬飛為雍正八年（1730年）庚戌科二甲進士。雍正十一年（1733年）任福建邵武府建宁县知县。雍正十三年（1735年）出任福建臺灣府鳳山縣知縣。